# Rokicianka (dopływ Rokitnicy)
Rokicianka – struga, lewy dopływ Rokitnicy o długości 7,5 km i powierzchni zlewni 12,9 km².
Struga płynie w województwie mazowieckim na przedmieściach i w centrum Grodziska Mazowieckiego. We wsi  Szczęsne tworzy stawy, natomiast w dzielnicy Grodziska Mazowieckiego Jordanowice Stawy Walczewskiego (tzw. Błękitne Stawy). Przepływa przez park hr. Skarbków i na granicy Grodziska Mazowieckiego i Chrzanowa Dużego łączy się z Rokitnicą.